# Göran Gustafssons stiftelse

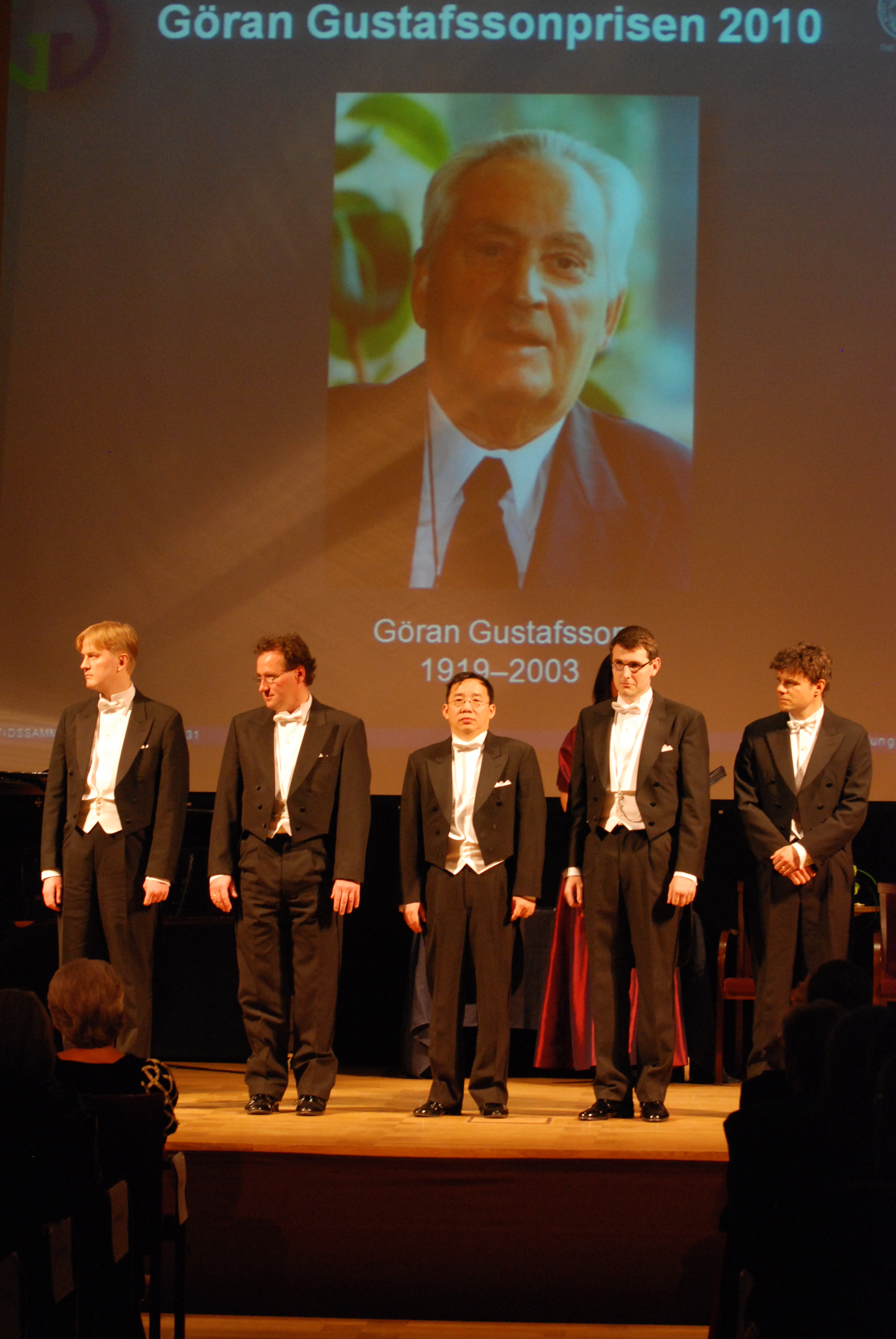
Göran Gustafsson-pristagare 2010.

Göran Gustafssons stiftelser består av två stiftelser med olika inriktning, båda baserade på donationer från affärsmannen Göran Gustafsson.

## Stiftelserna
Göran Gustafssons stiftelse för främjande av vetenskaplig forskning vid Uppsala universitet och Tekniska Högskolan i Stockholm (GG-stiftelse UU/KTH) grundades 1986 genom en donation på 136 miljoner kronor. Stiftelsen delar årligen ut fyra Gustafssonpris till unga forskare (max 36 års ålder) med anslag om 2,75 miljoner kronor vardera (2020). Två priser går till forskare inom teknisk fysik vid KTH och två priser till forskare vid UU, ett inom medicin och ett i teknisk fysik.
Göran Gustafssons stiftelse för naturvetenskaplig och medicinsk forskning (GG-stiftelse KVA) grundades 1989 genom en donation på 270 miljoner kronor. Stiftelsen delar sedan 1991 årligen ut större forskningsbidrag och priser efter nomineringar från landets högskolor och universitet som granskas av Kungliga Vetenskapsakademien för att utse vinnarna i de fem olika prisgrupperna. Priserna delas årligen ut inom områdena molekylär biologi, fysik, kemi, matematik och medicin. Prissumman består av ett personligt pris på 250 000 och forskningsanslag värda 5,1 miljoner kronor (2020). Priserna delas ut under Kungliga Vetenskapsakademiens högtidssammankomst i mars varje år.
Stiftelsernas kapital förvaltas av företaget G-Förvaltning AB, där de ursprungliga donationerna på cirka 400 miljoner kronor har växt till cirka 2,5 miljarder kronor år 2021. Totalt har över 800 miljoner i anslag och priser betalats ut genom stiftelserna.

## Pristagare GG-stiftelse KVA

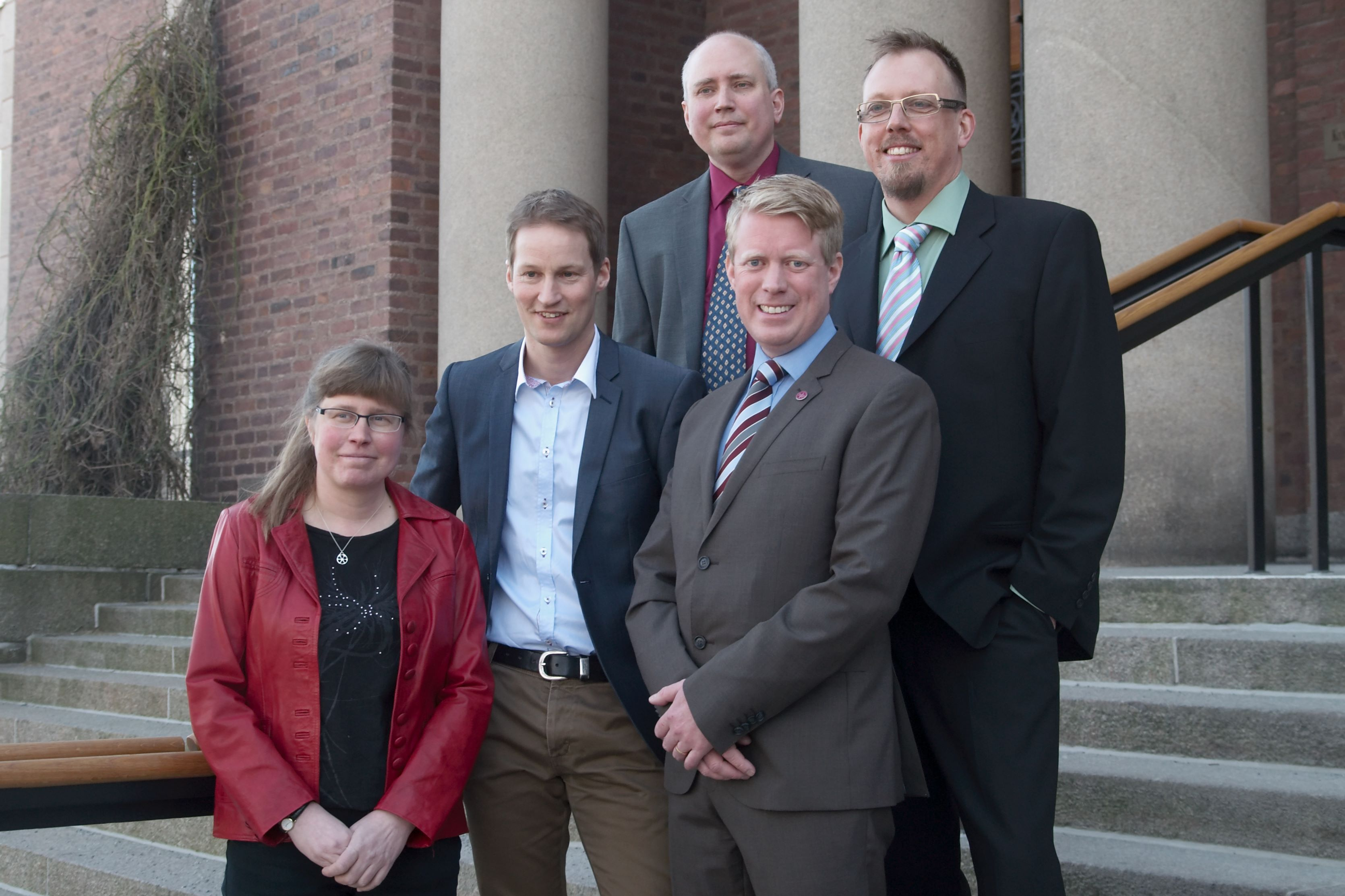
Göran Gustafsson-pristagare 2013.

### Molekylär biologi
- 1991 – Björn Vennström, KI
- 1992 – Thomas Edlund, UMU
- 1993 – Alwyn Jones, UU
- 1994 – Klas Kärre, KI
- 1995 – Bernt Eric Uhlin, UMU
- 1996 – Dan Hultmark, SU
- 1997 – Christer Betsholtz, GU
- 1998 – Carlos Ibáñez, KI
- 1999 – Thomas Perlmann, KI
- 2001 – Helena Edlund, UU
- 2002 – Jonas Frisén, KI
- 2003 – Thomas Nyström, GU
- 2004 – Elisabeth Sauer-Eriksson, UMU
- 2005 – Siv Andersson, UU
- 2006 – Johan Ericson, KI
- 2007 – Christos Samakovlis, SU
- 2008 – Stefan Thor, LiU
- 2009 – Karl Ekwall, KI och Södertörn
- 2010 – Johan Elf, UU
- 2011 – Jussi Taipale, KI
- 2012 – Jarone Pinhassi, Linnéuniversitetet
- 2013 – Kerstin Lindblad-Toh, UU
- 2014 – Emmanuelle Charpentier, UMU
- 2015 – Mattias Jakobsson, UU
- 2016 – Ruth Palmer, GU
- 2017 – Claudia Köhler, SLU
- 2018 – Rickard Sandberg, KI
- 2019 – Yaowen Wu, UMU
- 2020 – Taija Mäkinen, UU
- 2021 – Igor Adamejko, KI
- 2022 – Emma Lundberg, KTH

### Fysik
- 1991 – Carsten Peterson, Lund universitet (född 1945)
- 1992 – Joseph Nordgren, Uppsala universitet (född 1947)
- 1993 – Claes Fransson, Stockholms universitet (född 1951)
- 1994 – Antti Niemi, Uppsala universitet (född 1956)
- 1995 – Pär Omling, Lunds universitet (född 1955)
- 1996 – Mats Larsson, KTH (född 1953)
- 1997 – Olle Inganäs, Linköpings universitet (född 1951)
- 1998 – Anne L'Huillier, Lunds universitet (född 1958)
- 1999 – Per Delsing, Chalmers tekniska högskola (född 1959)
- 2000 – Eleanor Campbell, Göteborgs universitet (född 1960)
- 2002 – Olle Eriksson, Uppsala universitet (född 1961)
- 2003 – Fredrik Laurell, KTH (född 1957)
- 2004 – Ariel Goobar, Stockholms universitet (född 1962)
- 2005 – Eva Lindroth, Stockholms universitet (född 1960)
- 2006 – Måns Henningson, Chalmers tekniska högskola (född 1964)
- 2007 – Igor Abrikosov, Linköpings universitet (född 1965)
- 2008 – Ulf Danielsson, Uppsala universitet (född 1964)
- 2009 – Mikael Käll, Chalmers tekniska högskola (född 1963)
- 2010 – Bernhard Mehlig, Göteborgs universitet (född 1964)
- 2011 – Ellen Moons, Karlstads universitet (född 1966)
- 2012 – Fredrik Höök, Chalmers tekniska högskola (född 1966)
- 2013 – Mats Fahlman, Linköpings universitet (född 1967)
- 2014 – Johan Åkerman, Göteborgs universitet (född 1970)
- 2015 – Egor Babaev, KTH (född 1973)
- 2016 – Felix Ryde, KTH
- 2017 – Val Zwiller, KTH
- 2018 – Sara Strandberg, SU
- 2019 – Anders Johansen, LU
- 2020 – Hiranya Peiris, SU
- 2021 – Johanna Rosén, Linköpings universitet
- 2022 – Emil J. Bergholtz, Stockholms universitet

### Kemi
- 1991 – Bertil Andersson, Stockholms universitet (född 1948)
- 1992 – Bengt Nordén, Chalmers tekniska högskola (född 1945)
- 1993 – Mathias Uhlén, KTH (född 1954)
- 1994 – Håkan Wennerström, Lunds universitet (född 1945)
- 1995 – Gunnar von Heijne, Stockholms universitet (född 1951)
- 1996 – Malcom Levitt, Stockholms universitet (född 1957)
- 1997 – Sven Lidin, Stockholms universitet (född 1961)
- 1998 – Christina Moberg, KTH (född 1947)
- 2000 – Jan Kihlberg, Umeå universitet (född 1957)
- 2001 – Pär Nordlundh, Stockholms universitet (född 1958)
- 2002 – Lars Kloo, KTH (född 1962)
- 2003 – Mikael Oliveberg, Umeå universitet (född 1963)
- 2004 – Owe Orwar, Chalmers tekniska högskola (född 1964)
- 2005 – Magnus Berggren, Linköpings universitet (född 1968)
- 2006 – Claes Gustafsson, Karolinska institutet (född 1966)
- 2007 – Mikael Akke, Lunds universitet (född 1961)
- 2008 – Xiaodong Zou, Stockholms universitet (född 1964)
- 2009 – Pernilla Wittung-Stafshede, Umeå universitet (född 1968)
- 2010 – Yi Luo, KTH (född 1965)
- 2011 – Fahmi Himo, Stockholms universitet (född 1973)
- 2012 – Luca Jovine, Karolinska Institutet (född 1969)
- 2013 – Fredrik Almqvist, Umeå universitet (född 1967)
- 2014 – Per Hammarström, Linköpings universitet (född 1972)
- 2015 – Richard Neutze, Göteborgs universitet (född 1969)
- 2016 – Xavier Crispin, Linköpings universitet (född 1972)
- 2017 – Anja-Verena Mudring, Stockholms universitet (född 1971)
- 2018 – Belén Martín-Matute, Stockholms universitet (född 1975)
- 2019 – Björn Högberg, Karolinska Institutet (född 1975)
- 2020 – David Drew, Stockholms universitet
- 2021 – Kasper Moth-Poulsen, Chalmers
- 2022 – Karl Börjesson, Göteborgs universitet

### Matematik
- 1991 – Arne Meurman, Lunds universitet (född 1956)
- 1992 – Svante Janson, Uppsala universitet (född 1955)
- 1994 – Torsten Ekedahl, Stockholms universitet (född 1955)
- 1995 – Bo Berndtsson, Chalmers tekniska högskola (född 1950)
- 1996 – Anders Björner, KTH (född 1947)
- 1997 – Dennis Hejhal, Uppsala universitet (född 1948)
- 1998 – Oleg Viro, Uppsala universitet (född 1948)
- 1999 – Johan Håstad, KTH (född 1960)
- 2000 – Håkan Hedenmalm, Lunds universitet (född 1961)
- 2001 – Mikael Passare, Stockholms universitet (född 1959)
- 2002 – Kurt Johansson, KTH (född 1961)
- 2003 – Sergei Merkulov, Stockholms universitet (född 1958)
- 2004 – Jeffrey Steiff, Chalmers tekniska högskola (född 1960)
- 2005 – Adrian Constantin, Lunds universitet (född 1970)
- 2006 – Olle Häggström, Chalmers tekniska högskola (född 1967)
- 2007 – Carel Faber, KTH (född 1962)
- 2008 – Tobias Ekholm, Uppsala universitet (född 1970)
- 2009 – Ola Hössjer, Stockholms universitet (född 1964)
- 2010 – Pär Kurlberg, KTH (född 1969)
- 2011 – Hans Ringström, KTH (född 1972)
- 2012 – Andreas Strömbergsson, Uppsala universitet (född 1973)
- 2013 – Johan Wästlund, Chalmers tekniska högskola (född 1971)
- 2014 – Anna–Karin Tornberg, KTH (född 1971)
- 2015 – Kaj Nyström, Uppsala universitet (född 1969)
- 2016 – Volodymyr Mazorchuk, Uppsala universitet (född 1972)
- 2017 – Robert Berman, Chalmers tekniska högskola (född 1976)
- 2018 – Axel Målqvist, Göteborgs universitet (född 1978)
- 2019 – Petter Brändén, KTH (född 1976)
- 2020 – Elizabeth Wulcan, Chalmers tekniska högskola
- 2021 – David Rydh, KTH
- 2022 – David Witt Nyström, Göteborgs universitet
- 2023 – Fredrik Viklund, KTH
- 2024 – Alexander Berglund, Stockholms universitet

### Medicin
- 1991 – Anders Björklund, Lunds universitet (född 1945)
- 1992 – Staffan Normark, Karolinska institutet (född 1945)
- 1994 – Rikard Holmdahl, Lunds universitet (född 1953)
- 1995 – Björn Dahlbäck, Lunds universitet (född 1953)
- 1996 – Roland S. Johansson, Umeå universitet (född 1950)
- 1997 – Lars Björck, Lunds universitet (född 1949)
- 1998 – Lena Claesson-Welsh, Uppsala universitet (född 1956)
- 1999 – Göran Akusjärvi, Uppsala universitet (född 1953)
- 2000 – Patrik Ernfors, Karolinska institutet (född 1964)
- 2001 – Reinhard Fässler, Lunds universitet (född 1956)
- 2002 – Nils-Göran Larsson, Karolinska institutet (född 1960)
- 2003 – Patrik Rorsman, Lunds universitet (född 1959)
- 2004 – Jan Borén, Sahlgrenska universitetssjukhuset (född 1964)
- 2005 – Stein Eirik Jacobsen, Lunds universitet (född 1961)
- 2006 – Catharina Larsson, Karolinska institutet (född 1961)
- 2007 – Lars Nyberg, Umeå universitet (född 1966)
- 2008 – Marie Wahren-Herlenius, Karolinska institutet (född 1967)
- 2009 – Klas Kullander, Uppsala universitet (född 1966)
- 2010 – William Agace, Lunds universitet (född 1967)
- 2011 – Torkel Klingberg, Karolinska institutet (född 1967)
- 2012 – Martin Bergö, Sahlgrenska akademin (född 1970)
- 2013 – Thomas Helleday, Karolinska institutet (född 1971)
- 2014 – Fredrik Bäckhed, Göteborg universitet (född 1973)
- 2015 – Erik Ingelsson, Uppsala universitet (född 1975)
- 2016 – Olle Melander, Lunds universitet (född 1970)
- 2017 – Henrik Ehrsson, Karolinska Institutet (född 1972)
- 2018 – Yenan Bryceson, Karolinska Institutet (född 1976)
- 2019 – Kristian Pietras, Lunds universitet (född 1974)
- 2020 – Petter Brodin, Karolinska Institutet
- 2021 – Gonçalo Castelo-Branco, KI
- 2022 – Göran Jönsson, Lunds universitet